# Colligyrus
Colligyrus là một chi ốc nước ngọt nhỏ, động vật thân mềm chân bụng có mài sống trong môi trường nước ngọt trong họ Hydrobiidae. 

## Các loài
Các loài thuộc chi Colligyrus bao gồm:
- Harney basin duskysnail (Colligyrus depressus)